# أوري تريسي
أوري تريسي هو قاضي ومحامي وسياسي أمريكي، ولد في 8 فبراير 1764 في نورويتش في الولايات المتحدة، وتوفي في 21 يوليو 1838. انتخب عضو جمعية ولاية نيويورك ‏ وانتخب عضو مجلس النواب الأمريكي ‏.